# マイク・ベローイズ
マイク・ベローイズ（Mike Belloise、1911年2月18日 - 1969年6月2日）は、アメリカ合衆国出身の元プロボクサー。元ニューヨーク州公認世界フェザー級チャンピオン。ニューヨーク生まれ。

## 経歴
ニューヨーク生まれのイタリア系。1932年デビュー。1934年8月30日、キッド・チョコレートが返上したニューヨーク州公認世界フェザー級タイトルをアルベルト・アリスメンディと争うが、15回判定負け。
1936年9月3日、ヘンリー・アームストロングから剥奪されたタイトルを賭けたデーブ・クローリーとの王座決定戦に9回KO勝ち、ニューヨーク州公認世界フェザー級王者となる。しかし、同年10月27日、ヘンリー・アームストロングとの王座藤一戦に敗北、タイトルを吸収されてしまった。
1938年10月17日、アームストロングが返上した同タイトルをジョーイ・アーチボルトを争ったが15回判定負け、王座返り咲きはならなかった。

## 通算戦績
84勝29敗13引分け